# 烏蘇米施可汗
烏蘇米施可汗（Özmiš qaγan、呉音：うそまいせかがん、漢音：おそべいしかがん、拼音：Wūsūmǐshī kĕhàn、? - 744年）は、東突厥第二可汗国期の可汗。判闕特勤の子。姓は阿史那氏、名は不明。可汗号である烏蘇米施可汗の原音はオズミシュ・カガン（Özmiš qaγan）という。

## 生涯
左殺（左シャド）である判闕特勤（はん・キョル・テギン）の子として生まれる。
天宝（742年 - 756年）の初め、骨咄葉護可汗（クトゥ・ヤブグ・カガン）が回紇（ウイグル）・葛邏禄（カルルク）・抜悉蜜（バシュミル）の3部族によって殺され、抜悉蜜部の酋長である阿史那施（アシナ・シュ）が立って頡跌伊施可汗（イルティリシュ・カガン）となり、回紇・葛邏禄の酋長もそれぞれ左右の葉護（ヤブグ）と称した。これに対して突厥の国人たちは判闕特勤の子を奉じて烏蘇米施可汗（オズミシュ・カガン）とし、その子の葛臘哆を西殺（右シャド、西シャド）とした。
唐の玄宗が烏蘇米施可汗のもとに使者を送って内附するよう説得したが、烏蘇米施可汗は聞き入れなかった。また、東突厥国内でも烏蘇米施可汗に附こうとする者はおらず、烏蘇米施可汗が抜悉蜜・回紇・葛邏禄の3部の攻撃を受けて遁走した時も、その西葉護（西ヤブグ）である阿布思および、息子で西殺の葛臘哆は5千帳を率いて唐へ降り、葛臘哆は玄宗によって懐恩王に封ぜられた。
天宝3載（744年）8月、ついに抜悉蜜部の葉護（ヤブグ）らは烏蘇米施可汗を殺し、その首を京師に伝えて太廟に献上した。一方、東突厥本国では烏蘇米施可汗の弟である白眉特勤鶻隴匐が立って白眉可汗となった。

## 子
- 葛臘哆

## 参考資料
- 『旧唐書』（本紀第九 玄宗下、列伝第一百四十四上 突厥上）
- 『新唐書』（列伝第一百四十下 突厥下）
- 佐口透・山田信夫・護雅夫訳注『騎馬民族誌２正史北狄伝』（1972年、平凡社）